# Jørn Elniff
Jørn Elniff (* 8. Januar 1938; † 24. Juli 1991) war ein dänischer Schlagzeuger im Bereich des Modern Jazz.

## Leben
Elniff begann seine Karriere 1952 bei Ib Glindemann, um dann am Königlichen Musikkonservatorium in Kopenhagen zu studieren. Er arbeitete mit Oscar Pettiford, dann mit Finn Savery, bevor er Mitglied im Trio von Erik Moseholm wurde. 1961 wurde Elniff von Den Danske Jazzkres als Musiker des Jahres geehrt und konnte ein eigenes Album veröffentlichen.
In der ersten Hälfte der 1960er Jahre begleitete er amerikanische Musiker wie Eric Dolphy, Stan Getz, Brew Moore, Bud Powell, Dexter Gordon, Don Byas oder Lucky Thompson. In den 1970er Jahren spielte er im Trio von Ole Matthiessens und mit Duke Jordan. Aus gesundheitlichen Gründen konnte er danach nur noch unregelmäßig auftreten, etwa mit Atli Bjørn.

## Diskographische Hinweise
- Oscar Pettiford and his Jazz Groups My Little Cello (Debut Records, 1960, mit Jan Johansson, Erik Norström, Allan Botschinsky, Louis Hjulmand)
- Music for Mice and Men (Debut Records, 1961, mit Allan Botschinsky, Finn Savery, Eric Moseholm)
- Eric Dolphy In Europe (Prestige Records, 1961)
- Erik Moseholm Collection 4: Live Molde, Pori, Copenhagen 1969–1971 (Music Mecca, 2003)
- Jørn Elniff / Erik Moseholm / Arne Forchhammer (ALP, 1971)